# Philodromus pseudoexilis
Philodromus pseudoexilis es una especie de araña cangrejo del género Philodromus, familia Philodromidae. Fue descrita científicamente por Paik en 1979.

## Distribución
Esta especie se encuentra en Corea.